# 王炜 (哲学家)
王炜（1948年—2005年4月11日），北京大学教授，著名学术活动家，风入松书店的创办人。生前师从哲学教授熊伟从事存在主义暨海德格尔哲学研究，曾任中国全国现代西方哲学学会常务理事、副秘书长、现象学专业委员会法人代表。

## 生平
曾在中国人民解放军海军北海舰队服役、北京新华印刷厂工作；
1977年考入北京大学哲学系，后师从熊伟先生,长期从事外国哲学研究,
1995年创办的“风入松”书店；
2005年4月，逝世，中国书刊业发行协会非国有工作委员会举办追思会。